# Brainstorm (настольная игра)
Brainstorm (с англ. — «мозговой штурм») — разновидность игр-викторин.

## Правила игры
В комплект игры входит:
- Набор карточек-вопросов (см. ниже);
- Поле игры с клеточками от 1 до 60;
- Две фишки;
- Песочные часы, отмеряющие 1 минуту;

На каждой карточке написана тема и 10 «правильных ответов»: понятий, так или иначе связанных с темой.
Темы могут содержать:
- прямой вопрос («Что кладут в чай?», «Президенты Французской Республики»);
- понятие-ассоциацию («Атом», «правильными» ответами при этом могли бы быть «протон», «электрон», «Хиросима», «Эйнштейн» и т. д.);
- часть устойчивого выражения («золотой», «правильные» ответы «золотая душа», «золотые руки», «золотой телёнок» и т. д.);

Ответы «правильные» в кавычках, потому что по-настоящему правильных ответов к каждой теме может быть больше 10. Но в игре засчитываются только ответы, указанные на карточке.
Играет две команды, состав команд произволен.
Право первого хода определяется бросанием кубика. В дальнейшем ходят по очереди.

### Минималистическая версия
Ведущий (его роль может играть представитель другой команды) зачитывает ходящей команде тему карточки и переворачивает песочные часы. В течение минуты отвечающая команда устраивает «мозговой штурм», выдавая всевозможные ответы, по их мнению, связанные с темой. По окончании минуты за каждый упомянутый «правильный» ответ команде даётся одно очко.

### Модификации правил
- Для упрощения роли отвечающего ведущий может голосом отмечать «правильные» версии непосредственно после их высказывания. Это позволяет команде понять, в правильном ли направлении они работают.
- Для увеличения азарта (особенно при игре с детьми либо при заведомо неравных командах) можно ввести бонусы за некоторые ответы. Например, бросив кубик 1D6 для определения размера бонуса и 1D10 для выбора призового ответа, давать указанный бонус (вместо одного очка) за указанный «правильный» ответ.
- Можно ввести жетоны права отказа. Если команде не нравится оглашённая им тема, они имеют право отказаться от неё («заплатив» за это жетоном). При этом им оглашается следующая карточка (от неё отказываться нельзя, даже если есть жетоны), а отложенный вопрос будет зачитан команде-сопернику (тоже без права отказа).

### Детали реализации
Текст темы карточки напечатан чёрным по белому, а «правильные» ответы — синим по красному муару. Прочесть их можно, только наложив на карточку красный светофильтр. В комплекте игры поставляется кармашек для карточек со светофильтром.
Таким образом (в случае игры без ведущего), игрок команды А, зачитывающий тему карточки команде Б, не видит «правильных» ответов и сможет участвовать в мозговом штурме в случае, если команда Б откажется от вопроса, и карточка перейдёт к команде А.